# Allium sativum
L'aglio (Allium sativum L.) è una pianta bulbosa della famiglia Amaryllidaceae (sottofamiglia Allioideae).
Il suo utilizzo primo è quello di condimento, ma è ugualmente usato a scopo salutistico per le proprietà congiuntamente attribuitegli dalla scienza e dalle tradizioni popolari.
A causa della sua coltivazione molto diffusa l'aglio viene considerato quasi ubiquitario, ma le sue origini sono asiatiche (sono state rintracciate nella Siberia sud-occidentale), velocemente diffusosi nel bacino mediterraneo e già conosciuto nell'antico Egitto.
L'odore caratteristico dell'aglio è dovuto a numerosi composti organici di zolfo tra cui l'alliina ed i suoi derivati, come l'allicina ed il disolfuro di diallile.

## Descrizione

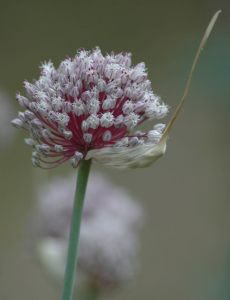
Infiorescenza

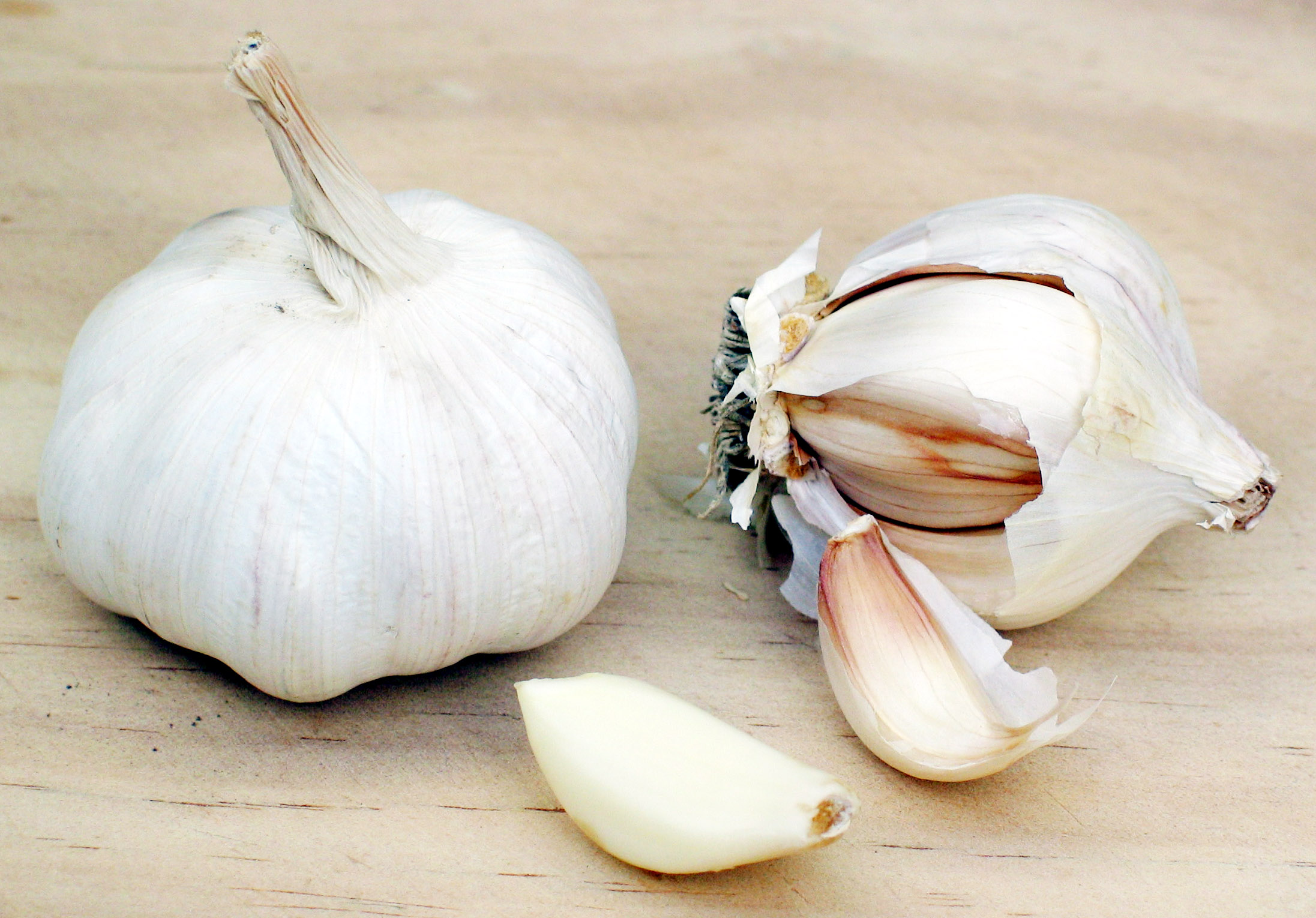
Bulbo e spicchi d'aglio

L'aglio è una pianta perenne che cresce da un bulbo. Ha uno stelo fiorale alto ed eretto che cresce fino a 1 m di altezza. La lamina fogliare è piatta, lineare, solida ed è larga 1,25-2,5 cm, con apice acuto. La pianta può produrre fiori dal rosa al viola da luglio a settembre nell'emisfero settentrionale. Il bulbo ha un odore forte ed è tipicamente composto da 10 a 20 spicchi. Gli spicchi vicini al centro sono simmetrici, mentre quelli che circondano il centro possono essere asimmetrici. Ogni spicchio è racchiuso da una guaina interna circondata da una guaina esterna. Se l’aglio viene piantato al momento giusto e alla profondità giusta, può essere coltivato fino all’Alaska. Produce fiori ermafroditi. È impollinato da api, farfalle, falene e altri insetti.

## Coltivazione
Per coltivare l'aglio, bisogna prima dividerlo in spicchi uguali e poi piantarli a uno a uno con la punta dello spicchio rivolta verso l'alto. Si pianta nello strato attivo.
L'aglio è facile da coltivare e può essere coltivato tutto l'anno nei climi miti. Sebbene la propagazione sessuale dell'aglio sia possibile, quasi tutto l'aglio coltivato viene propagato asessualmente piantando singoli spicchi nel terreno. Nei climi più freddi, è meglio piantare gli spicchi circa sei settimane prima che il terreno geli. L'obiettivo è che i bulbi producano solo radici e nessun germoglio sopra il terreno. La raccolta avviene a fine primavera o inizio estate.
La pianta non ama il freddo autunno-invernale. Allora comincia ad afflosciarsi, fino a seccarsi del tutto. È a questo punto che il bulbo sotterraneo andrebbe raccolto. I bulbi che invece si lasciano in loco, rivegeteranno l'anno seguente, coi primi caldi. Formeranno anche bulbilli (piccoli bulbi cresciuti lateralmente al bulbo-madre). La raccolta dei bulbi dunque non è solo una necessità alimentare, ma anche una intelligente pratica colturale che impedisce un eccessivo affollamento dell'area.

## Avversità
I parassiti dell'aglio sono principalmente le larve delle mosche Chortophila brassicae o Hylenia antiqua che ne attaccano i bulbi facendoli marcire.  Intrecciarne le cime dovrebbe servire a evitare che gli insetti nocivi entrino nei bulbi.

## Produzione
| I 10 più grandi produttori di aglio nel 2010 | I 10 più grandi produttori di aglio nel 2010 | I 10 più grandi produttori di aglio nel 2010 | I 10 più grandi produttori di aglio nel 2010 | I 10 più grandi produttori di aglio nel 2010 |
| Nazione | Produzione (tonnellate)                      | Note                                         |                                              |                                              |
| --- | -------------------------------------------- | -------------------------------------------- | -------------------------------------------- | -------------------------------------------- |
| Cina | 13 664 069                                   | Im                                           |                                              |                                              |
| India | 833 970                                      |                                              |                                              |                                              |
| Corea del Sud | 271 560                                      |                                              |                                              |                                              |
| Egitto | 244 626                                      |                                              |                                              |                                              |
| Russia | 213 480                                      |                                              |                                              |                                              |
| Birmania | 185 900                                      | Im                                           |                                              |                                              |
| Etiopia | 180 300                                      | Im                                           |                                              |                                              |
| Stati Uniti | 169 510                                      |                                              |                                              |                                              |
| Bangladesh | 164 392                                      |                                              |                                              |                                              |
| Ucraina | 157 400                                      |                                              |                                              |                                              |
| Mondiale | 17 674 893                                   | A                                            |                                              |                                              |
| * = Dati non ufficiali \| [ ] = Dati ufficiali \| A = Potrebbe includere dati ufficiali, semi-ufficiali o stimati F = Stime FAO\| Im = Dati FAO basati sulla metodologia di imputazione \| M = Dati non disponibili Fonte: UN Food & Agriculture Organisation (FAO) |                                              |                                              |                                              |                                              |

## Varietà
Le cultivar di aglio sono numerose: il catalogo comune dell'Unione Europea riconosce oltre 150 varietà registrate di Allium sativum. Tra queste si ricordano l'aglio di Voghiera e l'aglio bianco polesano (entrambi DOP).

## Proprietà
L'aglio fresco o schiacciato produce composti contenenti zolfo quali allicina, ajoene, polisolfuri diallilici, vinilditiine e S-allilcisteina, nonché enzimi, saponine, flavonoidi e prodotti della reazione di Maillard quando cotto, che non sono composti contenenti zolfo.
Le sostanze fitochimiche responsabili del sapore pungente dell'aglio vengono prodotte quando le cellule della pianta vengono danneggiate. Quando una cellula viene rotta tagliandola, masticandola o schiacciandola, gli enzimi immagazzinati nei vacuoli cellulari innescano la rottura di diversi composti contenenti zolfo immagazzinati nei fluidi cellulari (citosol). I composti risultanti sono responsabili del sapore pungente o piccante e dell'odore forte dell'aglio. Alcuni composti sono instabili e continuano a reagire nel tempo.
Tra le specie del genere Allium, l'aglio ha di gran lunga le concentrazioni più elevate di prodotti di reazione iniziale, rendendolo molto più potente della cipolla, dello scalogno o del porro. Sebbene molte persone apprezzino il sapore dell'aglio, si ritiene che questi composti si siano evoluti come meccanismo di difesa, scoraggiando animali come uccelli, insetti e vermi dal mangiare la pianta.
Numerosi composti dello zolfo contribuiscono all'odore e al sapore dell'aglio. Si è scoperto che l'allicina è il composto maggiormente responsabile della sensazione piccante dell'aglio crudo. Questa sostanza chimica apre i canali recettoriali del potenziale termotransitorio, responsabili della sensazione di calore intenso che si prova negli alimenti. Il processo di cottura dell'aglio rimuove l'allicina, attenuandone così il sapore piccante. L'allicina, insieme ai suoi prodotti di decomposizione disolfuro di diallile e trisolfuro di diallile, sono i principali responsabili dell'odore caratteristico dell'aglio, insieme ad altri composti derivati dall'allicina, come vinilditiine e ajoene.
È noto che l'odore dell'aglio persiste sul corpo umano e provoca alitosi e cattivo odore corporeo. Ciò è causato dall'allil metil solfuro (AMS). L'AMS è un liquido volatile che viene assorbito nel sangue durante il metabolismo dei composti solforati derivati dall'aglio; dal sangue viaggia verso i polmoni (e da lì alla bocca, causando alitosi) e alla pelle, dove viene trasudato attraverso i pori. Lavare la pelle con il sapone è solo una soluzione parziale e imperfetta al problema dell'odore. Studi hanno dimostrato che sorseggiare il latte contemporaneamente al consumo di aglio può neutralizzare significativamente l'alito cattivo. Mescolare l'aglio con il latte in bocca prima di deglutire riduceva l'odore meglio che bere il latte dopo l'ingestione. Anche l'acqua naturale, i funghi e il basilico possono ridurre l'odore; tuttavia, la miscela di grassi e acqua presente nel latte è risultata la più efficace. Si dice che l'alito cattivo venga alleviato mangiando prezzemolo fresco.
Se consumato in grandi quantità, l'aglio può essere fortemente presente nel sudore e nell'alito del giorno successivo. Questo avviene perché i composti solforati dell'aglio vengono metabolizzati, formando AMS, che non può essere digerito e passa nel sangue. Viene trasportato ai polmoni e alla pelle, da dove viene espulso. Poiché la digestione richiede diverse ore e il rilascio di AMS ancora più tempo, l'effetto del consumo di aglio può durare a lungo.
Alcune persone soffrono di allergie all'aglio e ad altre specie di Allium. I sintomi possono includere intestino irritabile, diarrea, ulcere alla bocca e alla gola, nausea, difficoltà respiratorie e, in rari casi, anafilassi.

## Usi

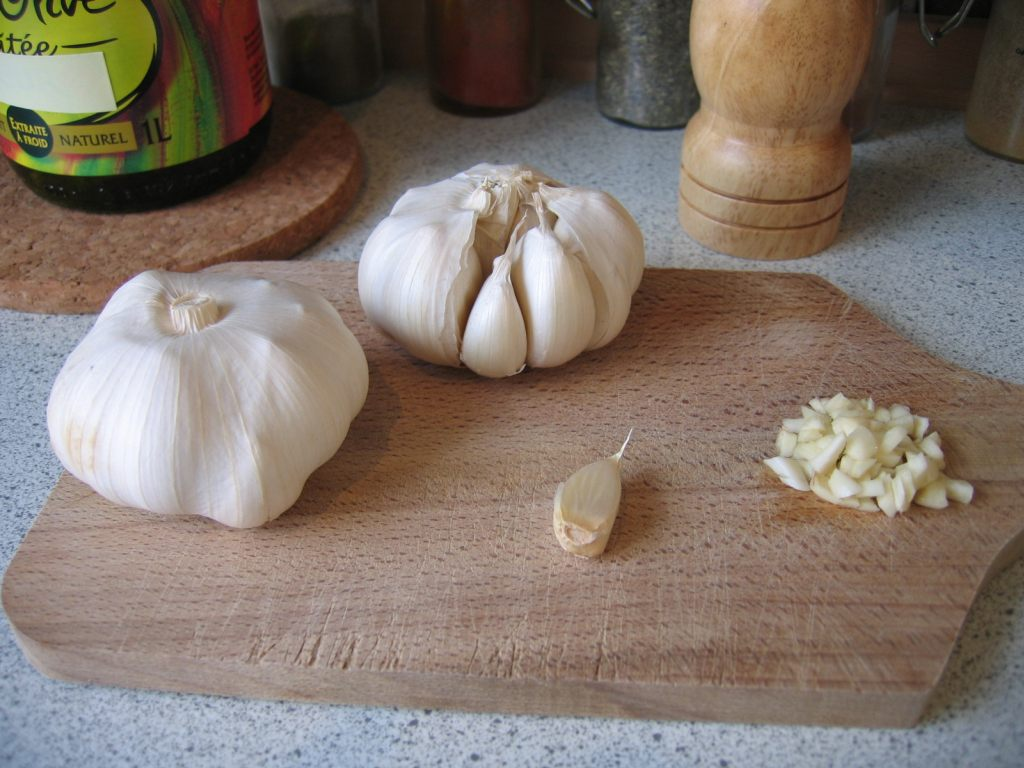
Bulbo, spicchi e aglio tritato

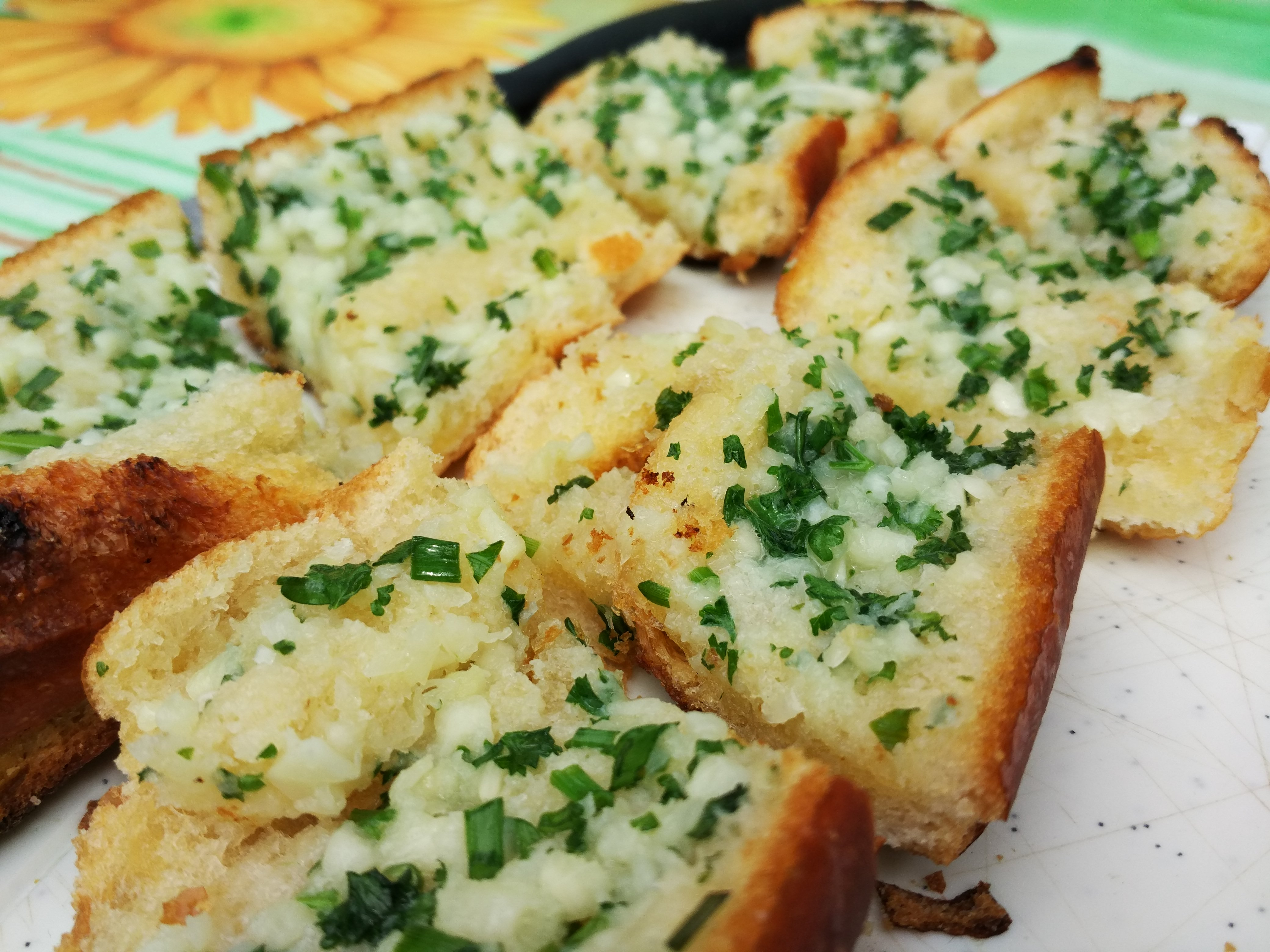
Pane all'aglio

### Nella storia
Dipinto nelle piramidi egizie, faceva parte del cibo fornito dalle autorità per mantenere gli schiavi in salute. Presso i Greci e i Romani era cibo abituale degli atleti e dei soldati, poiché si credeva sviluppasse forza e aggressività.

### In cucina
L'aglio è ampiamente utilizzato in tutto il mondo per il suo sapore pungente come condimento.
L'aglio in cucina è molto utilizzato come condimento, ad esempio come ingrediente per salse come bagna càuda, pesto, aioli, tzatziki. La parte commestibile sono i bulbilli (spicchi). Si consuma crudo o cotto, fresco o secco, intero, a fettine, tritato, in polvere. Talvolta gli spicchi vengono utilizzati per insaporire la pietanza ma non vengono direttamente consumati. L'aglio può essere aggiunto a diversi tipi di pane, solitamente in un contenitore con burro o olio, per creare una varietà di piatti classici, come il pane all'aglio, la bruschetta, i crostini e i canapé  L'intensità e l'aroma del sapore variano a seconda dei diversi metodi di cottura. Spesso viene abbinato a cipolla, pomodoro o zenzero.

### In medicina
L'olio essenziale contiene: bisolfuro di allile e allipropile allicina (sostanza ad azione antibiotica), garlicina (ad azione antibiotica), allina (glucoside), vitamine A, B, C, zuccheri, fitosteroli, lipidi, mucillagini. L'olio essenziale viene principalmente eliminato attraverso l'apparato respiratorio, svolgendo attività antisettica e balsamica.
Uno studio condotto dall'Università di Liverpool ha rivelato che un supplemento quotidiano di estratto d'aglio può ridurre il rischio di attacchi cardiaci.
Sebbene sia di cultura popolare che l'aglio abbassi la pressione arteriosa di chi soffre d'ipertensione uno studio del 2012 della University of British Columbia ha rivelato che consumare l'aglio in dosi massicce (200 grammi per 3 volte al giorno) può abbassare lievemente la pressione (diminuendo la pressione sistolica, la massima, di 10-12 millimetri di mercurio contro i 6-9 del placebo).

#### Allicina
Uno dei derivati dell'aglio, l'allicina, ha dimostrato di possedere efficacia antibiotica.

### In fitoterapia
L'aglio ha diverse proprietà curative:
- Antiipertensivo
- Antielmintico (gli elminti sono una classe di vermi che possono parassitare l'intestino)
- Antiossidante ad opera di molti composti, come i vari solfuri, il selenio e le vitamine dei gruppi B e C
- Contro raffreddore e influenza
- Antitumorale (in vitro) ad opera di ajoene e disolfuri.[32][33]
- Antitrombotico anche qui ad opera dell'ajoene ad azione antiaggregante piastrinica

## Nella cultura di massa

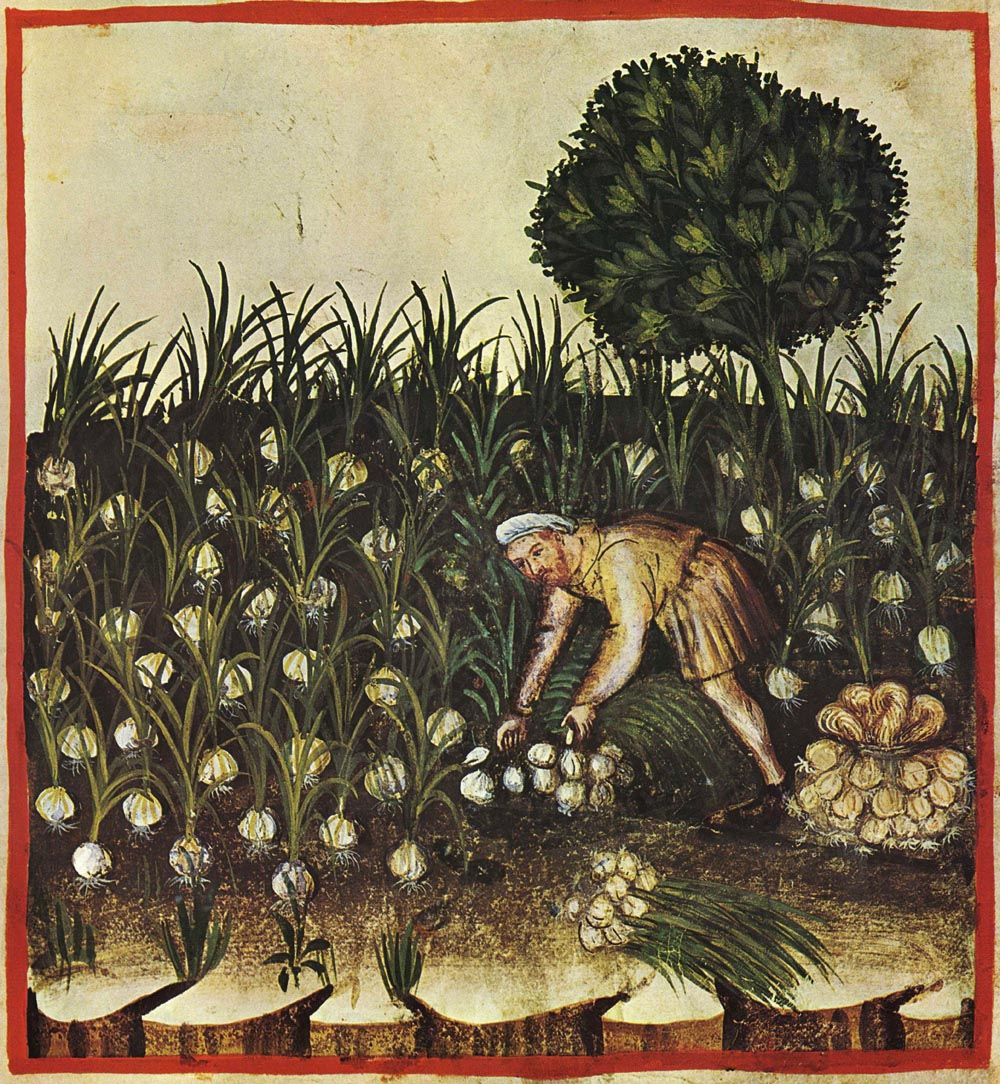
Raccolta dell'aglio, Tacuinum Sanitatis Casanatense (XIV secolo)

Nel folclore europeo, si riteneva che l'aglio tenesse lontani i vampiri e si indossava in un sacchetto intorno al collo. Questa tradizione si può collegare al fatto che i vampiri erano considerati dei "parassiti" e conseguentemente l'aglio, avendo proprietà antibatteriche, li teneva lontani.
Il suo potere antisettico era noto fin dall'antichità: nel Medioevo i medici usavano delle mascherine imbevute di succo d'aglio per proteggersi dalle infezioni e tutt'oggi è ampiamente usato nella medicina popolare.
Una famosissima cantilena napoletana recita:
Agli e fravagli fattura che non quagli. Corna e bicorne capa 'alice e capa d'aglio…'
Si consigliava infatti di tenerlo addosso la notte che precede il 24 giugno (San Giovanni Battista) insieme ad altre erbe per proteggersi dalle streghe che in quella data, secondo la tradizione, celebrerebbero il grande sabba annuale che coincide con il solstizio d'estate.
Che l'aroma dell'aglio non sia mai stato gradito è cosa nota tanto che lo stesso Shakespeare in Sogno di una notte di mezza estate fa dire ai propri attori nella seconda scena di non mangiare aglio in quanto:
(William Shakespeare, Sogno di una notte di mezza estate, fine Atto IV)
Anche nella cultura islamica l'aglio, pur essendo diffusamente e volentieri usato in gastronomia, viene di fatto interdetto a quanti devono poi recarsi in moschea il venerdì per la preghiera comunitaria di mezzogiorno (ṣalāt al-ẓuhr), sulla scorta della tradizione che ricorda come il profeta Maometto non gradisse né il suo odore né quello della cipolla, che dunque risente di questo stesso "divieto".